# James Darcy Freeman

Kardinalswappen von James Darcy Kardinal Freeman

Sir James Darcy „Jimmy“ Kardinal Freeman KBE (* 19. November 1907 in Sydney, New South Wales; † 16. März 1991 ebenda) war ein australischer Geistlicher und römisch-katholischer Erzbischof von Sydney.

## Leben

### Frühe Jahre
James Darcy Freeman wurde als Sohn eines Straßenbahnfahrers in Annandale, einem Suburb von Sydney geboren. Er absolvierte seine schulische Ausbildung bei Ordensschwestern aus der Ordensgemeinschaft der Religious Sisters of Charity und am St Mary's Cathedral College, wo er als guter Schüler mit Interesse für Literatur und Sport hervortrat. Später besuchte Freeman das Priesterseminar St Columba's Springwood und das St Patrick's Seminary. Freeman empfing am 13. Juli 1930 mit Dispens vom kanonischen Alter von 25 Jahren durch den Apostolischen Delegaten in Australien, Erzbischof Bartolomeo Cattaneo das Sakrament der Priesterweihe für das Erzbistum Sydney.

### Weihbischof in Sydney
Am 9. Dezember 1956 ernannte Papst Pius XII. Freeman zum Titularbischof von Hermopolis Parva und bestellte ihn zum Weihbischof im Erzbistum Sydney. Die Bischofsweihe spendete ihm am 24. Januar des darauffolgenden Jahres in der Saint Mary’s Cathedral der Erzbischof von Sydney, Norman Thomas Kardinal Gilroy; Mitkonsekratoren waren der Bischof von Maitland, John Thomas Toohey sowie der Weihbischof in Sydney, James Patrick Carroll. Während seiner Zeit als Weihbischof nahm Freeman als Konzilsvater an der ersten und der letzten Sitzungsperiode des Zweiten Vatikanischen Konzils teil.

### Bischof von Armidale
Am 18. Oktober 1968 ernannte Papst Paul VI. Freeman zum Bischof von Armidale. Ein Höhepunkt seiner Zeit als Oberhirte der Suffragandiözese von Sydney war im Jahr 1968 das hundertjährige Jubiläum der Ernennung des ersten Bischofs von Armidale Thomas Timothy O’Mahony im Jahr 1868.

### Erzbischof von Sydney und Kardinal
Mit der Emeritierung Kardinal Gilroys wurde Freeman am 9. Juli 1971 zum Erzbischof von Sydney ernannt.
Im Konsistorium vom 5. März 1973 nahm ihn Papst Paul VI. als Kardinalpriester mit der Titelkirche Santa Maria Regina Pacis in Ostia mare in das Kardinalskollegium auf. Im Dreipäpstejahr 1978 nahm Kardinal Freeman sowohl am Konklave im August 1978 als auch an jenem im Oktober desselben Jahres teil.
Am 12. Februar 1983 nahm Papst Johannes Paul II. Freemans altersbedingtes Rücktrittsgesuch an. Er starb am 16. März 1991 im Alter von 83 Jahren im St Vincent’s Hospital in Randwick und wurde in der Krypta der Saint Mary’s Cathedral beigesetzt.

## Auszeichnung
1977 wurde James Darcy Freeman Knight Kommander des Order of the British Empire.